# Фишер, Хайнц
Хайнц Фишер (нем. Heinz Fischer; род. 9 октября 1938, Грац) — австрийский государственный и политический деятель, федеральный президент Австрии с 8 июля 2004 по 8 июля 2016 года.

## Биография
Окончил юридический факультет Венского университета. В 1993 году стал профессором Инсбрукского университета. В 1971 году впервые стал членом парламента. С 1983 по 1987 год был министром науки в коалиционном правительстве Фреда Зиноваца. В 2004 году был выдвинут Социал-демократической партией Австрии на пост президента Австрии и победил на выборах. Критики отмечают, что Фишер всегда избегает конфликтов. Он женат, имеет двух взрослых детей. Увлекается альпинизмом. Профессор политологии (с 1993 года).
25 апреля 2010 года состоялись очередные президентские выборы. Фишер был переизбран на новый срок. За него проголосовало 78,7 % избирателей.

## Карьера
После учёбы Фишер был первым с 1962 года в парламенте как секретарь социалистической парламентской группы, действующей с 1971 года, и он был избран в Национальный совет, в который он входил до 2004 года, за исключением времени его работы в качестве министра по науке (1983—1987).
В 1975 году он был председателем Социал-демократической партии, с 1977 года заместитель председателя. В период с 1983 по 1987 год он работал министром науки в федеральном правительстве Зиноваца. В 1990 году он стал президентом Австрийского Национального совета и работал в этом качестве до 2002 года. С 2002 по 2004 год он был, во время коалиции партий АНП-АПС, заместителем спикера нижней палаты.
В январе 2004 года он выдвинул свою кандидатуру на пост австрийского федерального президента. 10 марта Хайнц Фишер подал в отставку с поста члена федеральной исполнительной власти и заместителя председателя Социал-демократической партии. Выборы состоявшиеся 25 апреля Фишер выиграл с 52,39 % голосов, с перевесом в 4,78 % над Бенитой Ферреро-Вальднер (Народная партия, поддержана также Партией свободы). 8 июля 2004 года Фишер был приведен к присяге как восьмой Президент Второй республики. С вступлением в должность 8 июля 2004 года, он приостановил членство в СДПА.
23 ноября 2009 года он выставил свою кандидатуру на пост президента Австрии на выборах 2010 года повторно, заявив об этом в YouTube, и победил подавляющем большинством голосов. Австрийцы не проявили интереса к выборам и зафиксирована самая маленькая явка на избирательные пункты 25 апреля 2010 года Фишер победил, набрав 79,3 процента голосов при явке 53,6 процентов пришедших на выборы и он был переизбран на второй шестилетний срок.

## Награды
- Большой крест ордена Трёх звёзд с цепью (Латвия, 7 апреля 2015)[7]
- Большой крест на цепи ордена Белого льва (Чехия, 2009)
- Орден «За исключительные заслуги» (Словения, 15 апреля 2011)[8]